# Youssef Idilbi
Youssef Sjoerd Idilbi (Drachten, 7 mei 1976 – Amsterdam, 15 mei 2008) was een Nederlands acteur van deels Palestijnse komaf.
Idilbi was te zien in de RTL 4-serie Westenwind als Abdullah Yildirim. Later was Idilbi te zien in de Yorin-soapserie Onderweg naar Morgen en in Dankert & Dankert en in de verschillende theaterstukken, waaronder Kater, Liefde is kouder dan de dood en IS.MAN (geschreven en geregisseerd door Adelheid Roosen).
Idilbi volgde in Groningen de Vooropleiding Theater en studeerde af aan de Amsterdamse Hogeschool voor de Kunsten.
Youssef Idilbi pleegde op 32-jarige leeftijd zelfmoord door van het dak van de Theaterschool aan de Jodenbreestraat in Amsterdam te springen.

## Televisie
- Westenwind - Abdullah Yildirem (1999-2001)
- Russen - Appie (2001-2002)
- Onderweg naar Morgen - Sid Porter (2002-2003)
- Dankert & Dankert - Hassan (2007)

## Theater
- Vlucht (1996)
- Das Lederhosen (1996)
- Proeven (1996)
- Kater "Dood is een gimmick" (1999)
- De vertellingen van 1001 nacht (1999)
- Een soort Hades (2000)
- De op & delgong fan Lytse Fûgel (2005)
- Liefde is kouder dan de dood - Gevangenismonologen (2006)
- IS.MAN (2007)